# Делаграматик, Дмитрий Егорович
Дмитрий Егорович Делаграматик (около 1800—1830) — офицер Российского императорского флота, участник русско-турецкой войны 1828—1829 годов. Георгиевский кавалер, лейтенант.

## Биография
Делаграматик Дмитрий Егорович родился около 1800 года. 4 мая 1817 года произведён в гардемарины. В 1817—1819 годах ежегодно крейсировал в Чёрном море. 3 марта 1819 года произведён в мичманы. В 1820 году на брандвахтенной канонерской лодке № 24 был в кампании у Евпатории. В 1821 году на требаке «Константин» плавал между Редут-Кале и Севастополем. В 1823 году на брандвахтенном фрегате «Спешный» был в кампании у Сухум-Кале. В 1824 году был в кампании на севастопольской брандвахте. 1825—1828 годах на фрегатах «Флора» и «Поспешный» крейсировал в Чёрном море.
Участвовал в русско-турецкой войне 1828—1829 годов. 28 июля 1828 года командир фрегата «Поспешный» капитан 2 ранга Л. И. Черников, в ходе осмотра Константинопольского пролива обнаружил у города Мидии два турецких судна и отправил для их абордирования лейтенанта Делаграматика с двумя вооруженными катерами. Делаграматик, несмотря на ружейный огонь с судов и на пушечные выстрелы с береговых укреплений, пристал к неприятельским судам и, после недолгого сопротивления экипажей, овладел ими. Одно судно, которое было закреплено канатом за подводную часть руля, было русскими моряками затоплено, второе — взято в плен в качестве приза и доставлено к фрегату «Поспешный». Фрегат продолжил осмотр пролива и у Имады обнаружил еще два судна, одно под военным, другое под купеческим флагами. Решив овладеть военным судном, Черников назначил для захвата отряд гребных судов, состоявший из барказа (командир — лейтенант М. И. Бардаки 3-й) и катера (командир — лейтенант Делаграматик), которые, с наступлением темноты подошли к неприятелю, и после непродолжительной перестрелки, захватили турецкое судно. 30 августа 1828 года лейтенант Делаграматик был награждён орденом Святого Георгия 4 класса № 4168.
В начале кампании 1829 года лейтенант Делаграматик командовал 12-пушечным катером «Соловей».
2 апреля 1830 года исключён из списков флота умершим.